# Municipio de Putney
El municipio de Putney (en inglés: Putney Township) es un municipio ubicado en el condado de Brown en el estado estadounidense de Dakota del Sur. En el año 2010 tenía una población de 104 habitantes y una densidad poblacional de 1,11 personas por km².

## Geografía
El municipio de Putney se encuentra ubicado en las coordenadas 45°32′43″N 98°9′53″O / 45.54528, -98.16472. Según la Oficina del Censo de los Estados Unidos, el municipio tiene una superficie total de 93.86 km², de la cual 93,86 km² corresponden a tierra firme y (0 %) 0 km² es agua.

## Demografía
Según el censo de 2010, había 104 personas residiendo en el municipio de Putney. La densidad de población era de 1,11 hab./km². De los 104 habitantes, el municipio de Putney estaba compuesto por el 92,31 % blancos, el 3,85 % eran amerindios y el 3,85 % eran de una mezcla de razas. Del total de la población el 0 % eran hispanos o latinos de cualquier raza.